# Europese kampioenschappen synchroonzwemmen 2014
Het synchroonzwemmen tijdens de Europese kampioenschappen zwemsporten 2014 vond plaats van 13 tot en met 17 augustus 2014 in de Schwimm- und Sprunghalle im Europasportpark in Berlijn, Duitsland.

## Programma
|  | Voorronde |  | Finale |

| Solo       |  |  |  |      | Goud |
| Duet       |  |  |  | Goud |      |
| Team       |  |  |  | Goud |      |
| Combinatie |  |  |  |      | Goud |
| Totaal     |  |  |  | 2    | 2    |

## Medailles

### Medaillewinnaars
| Onderdeel  | Goud | Goud    | Zilver | Zilver  | Brons | Brons   |
| ---------- | --- | ------- | --- | ------- | --- | ------- |
| Solo       | Svetlana Romasjina | 95,8333 | Ona Carbonell | 93,7000 | Anna Volosjyna | 92,3333 |
| Duet       | Rusland Darja Korobova Svetlana Kolesnitsjenko | 96,1000 | Oekraïne Lolita Ananasova Anna Volosjyna | 92,9000 | Spanje Ona Carbonell Paula Klamburg | 92,1667 |
| Team       | Rusland Vlada Tsjigireva Svetlana Kolesnitsjenko Anisja Olchova Jelena Prokofjeva Alla Sjisjkina Maria Sjoerotsjkina Gelena Topilina Darina Valitova Lilia Nizamova (reserve) Michaela Kalantsja (reserve)                                          | 96,8333 | Oekraïne Lolita Ananasova Olena Gretsjychina Olga Kondrasjova Oleksandra Sabada Kateryna Sadoerska Anastasia Savtsjoek Ksenia Sydorenko Anna Volosjyna Oleksandra Kasjoeba (reserve) Dana-Mariia Klymenko (reserve) Kateryna Reznik (reserve) Olha Zolotarova (reserve) | 94,0667 | Spanje Clara Basiana Alba María Cabello Ona Carbonell Margalida Crespí Sara Levy Meritxell Mas Cristina Salvador Paula Klamburg Clara Camacho (reserve) Cecilia Jiménez (reserve)                                      | 92,4667 |
| Combinatie | Oekraïne Lolita Ananasova Olena Gretsjychina Oleksandra Kasjoeba Kateryna Reznik Oleksandra Sabada Kateryna Sadoerska Anastasia Savtsjoek Ksenia Sydorenko Anna Volosjyna Olha Zolotarova Dana-Mariia Klymenko (reserve) Olga Kondrasjova (reserve) | 94,4333 | Spanje Clara Basiana Clara Camacho Ona Carbonell Margalida Crespí Sara Gijon Thaïs Henríquez Cecilia Jiménez Sara Levy Meritxell Mas Cristina Salvador Alba María Cabello (reserve) Paula Klamburg (reserve)                                                            | 93,0333 | Italië Elisa Bozzo Beatrice Callegari Camilla Cattaneo Linda Cerruti Francesca Deidda Costanza Ferro Manila Flamini Mariangela Perrupato Dalila Schiesaro Sara Sgarzi Alessia Pezone (reserve) Federica Sala (reserve) | 90,3333 |

### Medaillespiegel
| Plaats | Land     | Goud | Zilver | Brons | Totaal |
| 1      | Rusland  | 3    | 0      | 0     | 3      |
| 2      | Oekraïne | 1    | 2      | 1     | 4      |
| 3      | Spanje   | 0    | 2      | 2     | 4      |
| 4      | Italië   | 0    | 0      | 1     | 1      |
| Totaal | Totaal   | 4    | 4      | 4     | 12     |